# Đường sắt ở Cộng hòa Séc
Đường sắt tại Cộng hòa Séc đáp ứng nhu cầu di chuyển của khoảng 193,5 triệu người vào năm 2019 và 68,37 triệu tấn hàng hóa vào năm 2009. Đa số các dịch vụ tàu khách hiện nay trên đường sắt ở Cộng hòa Séc đều thuộc quyền quản lý, vận hành của České dráhy và vào năm 2007, đa số các dịch vụ tàu hàng được vận hành bởi ČD Cargo (thuộc České dráhy). Vào năm 2009, mạng lưới đường sắt tại Cộng hòa Séc có 9,420 km đường sắt khổ tiêu chuẩn, trong đó có 3,153 km được điện khí hóa. Có hai loại điện ở trên đường sắt Séc, 3 kV ở đường sắt phía Bắc và 25 kV ở đường sắt phía Nam, ngoài ra có một tuyến đường sắt lịch sử dài 24km, sử dụng loại điện 1,5 kV và có một tuyến đường sắt nối tới Áo sử dụng lượng điện là 15 kV. Mạng lưới đường sắt tại Cộng hòa Séc cũng sử dụng khổ ray tương tự với các nước láng giềng như Áo, Slovakia, Đức và Ba Lan với các dịch vụ đường sắt xuyên quốc gia (bao gồm 4 nước trên) hiện đang hoạt động. Những trung tâm chính của đường sắt tại Cộng hòa Séc là Praha, Ostrava, Brno và Břeclav. Nhà ga bận rộn nhất là ga Praha Hlavní Nádraží. Tốc độ tối đa của đường sắt ở Cộng hòa Séc là 160 km/h.

## Lịch sử

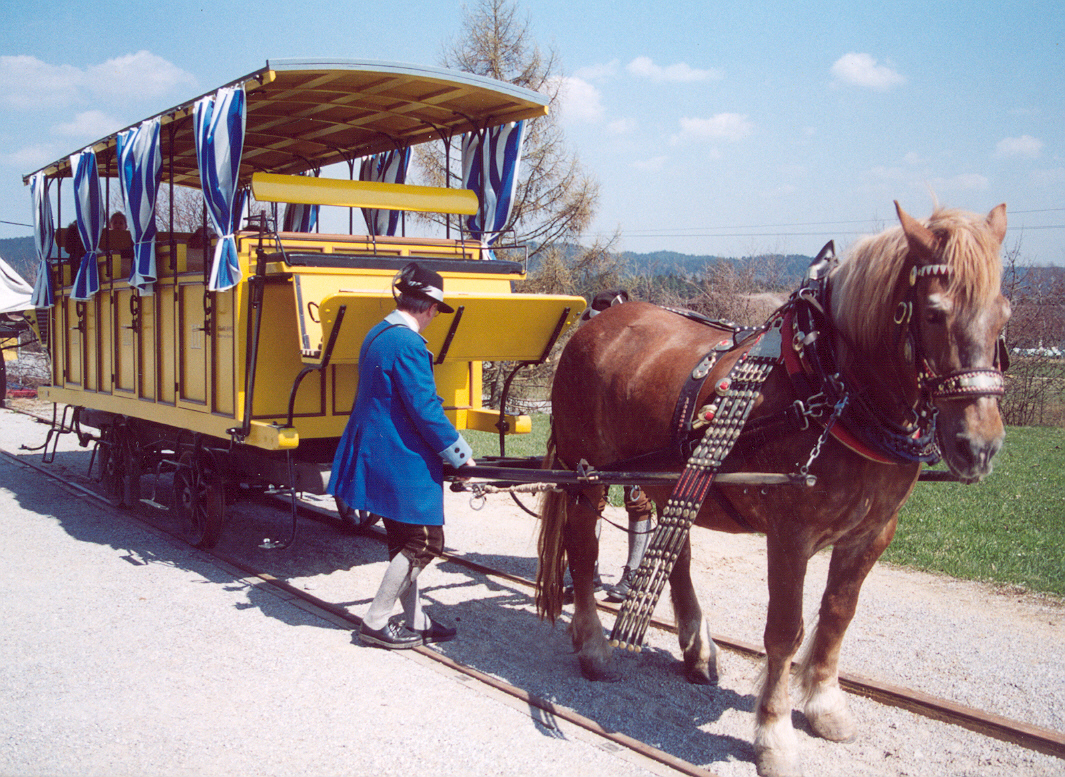
Đường sắt do ngựa kéo (hình ảnh minh họa)

Vào thời Đế quốc Áo-Hung, tuyến đường sắt xe ngựa kéo đầu tiên ở châu Âu kết nối giữa České Budějovice và Linz được đưa vào sử dụng năm 1832. Khoảng cuối thế kỷ XIX, mạng lưới đường sắt ở châu Âu phát triển vô cùng nhanh chóng và hậu chiến tranh thế giới thứ nhất, sau khi Tiệp Khắc giành được sự độc lập, Công ty Đường sắt nhà nước Tiệp Khắc đã được thành lập. Từ năm 1948 đến Cách mạng Nhung, biên giới với Áo và Tây Đức đã bị kiểm soát vô cùng chặt chẽ, chỉ có một số đoàn tàu được lưu thông qua biên giới hai nước. Sau khi chủ nghĩa Cộng sản sụp đổ ở châu Âu, mạng lưới đường sắt đã được tái mở cửa đến Tây Âu; những chuyến tàu Eurocity đầu tiên được chạy ở Tiệp Khắc năm 1991. Đầu thế kỷ XXI, đường sắt ở Cộng hòa Séc đã trải qua quá trình hiện đại hóa mạnh mẽ, trong đó có những đầu máy, toa xe mới được sản xuất (ví dụ như ČD Class 680).

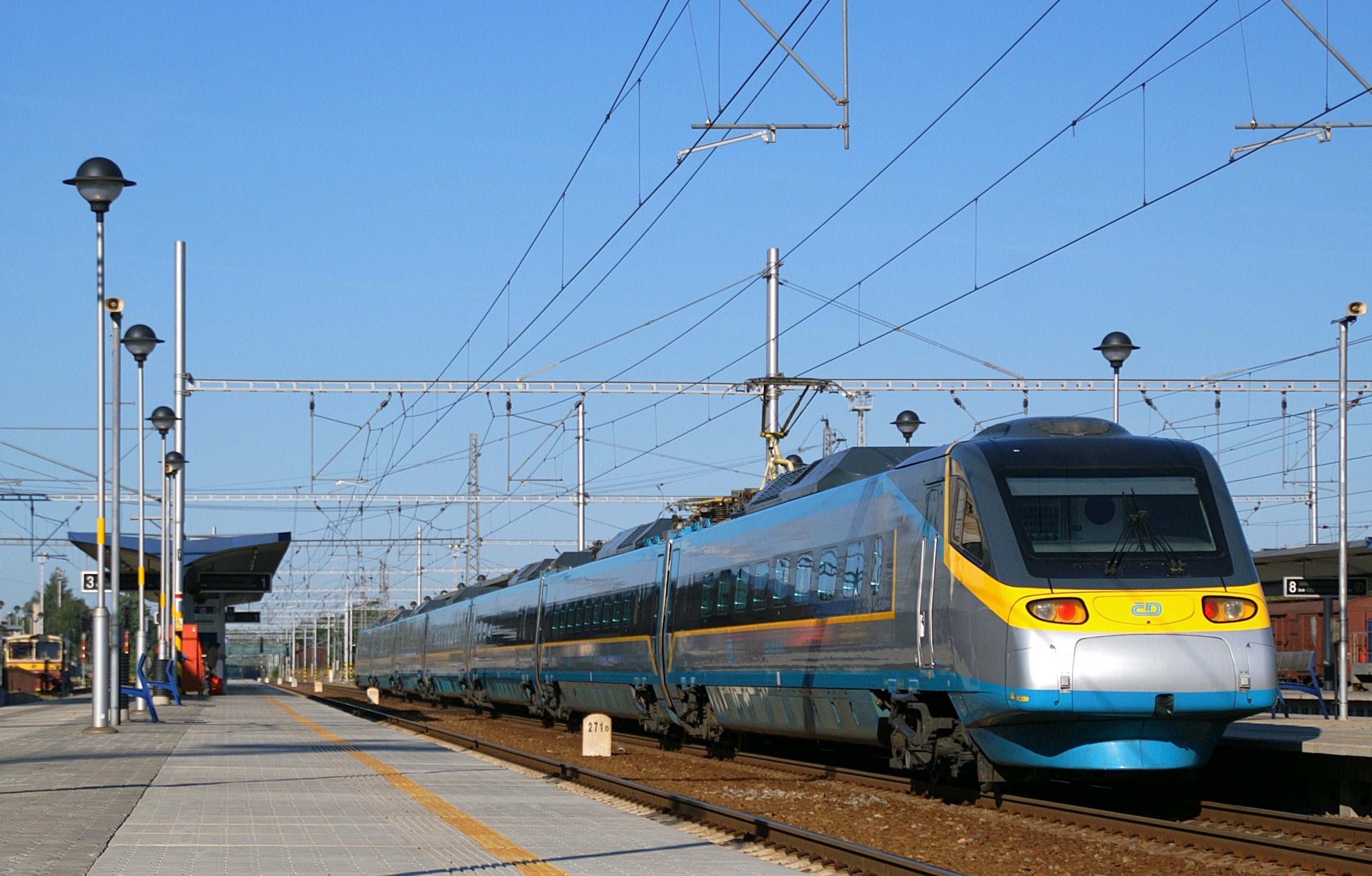
Hình ảnh về ČD Class 680

## Vận hành

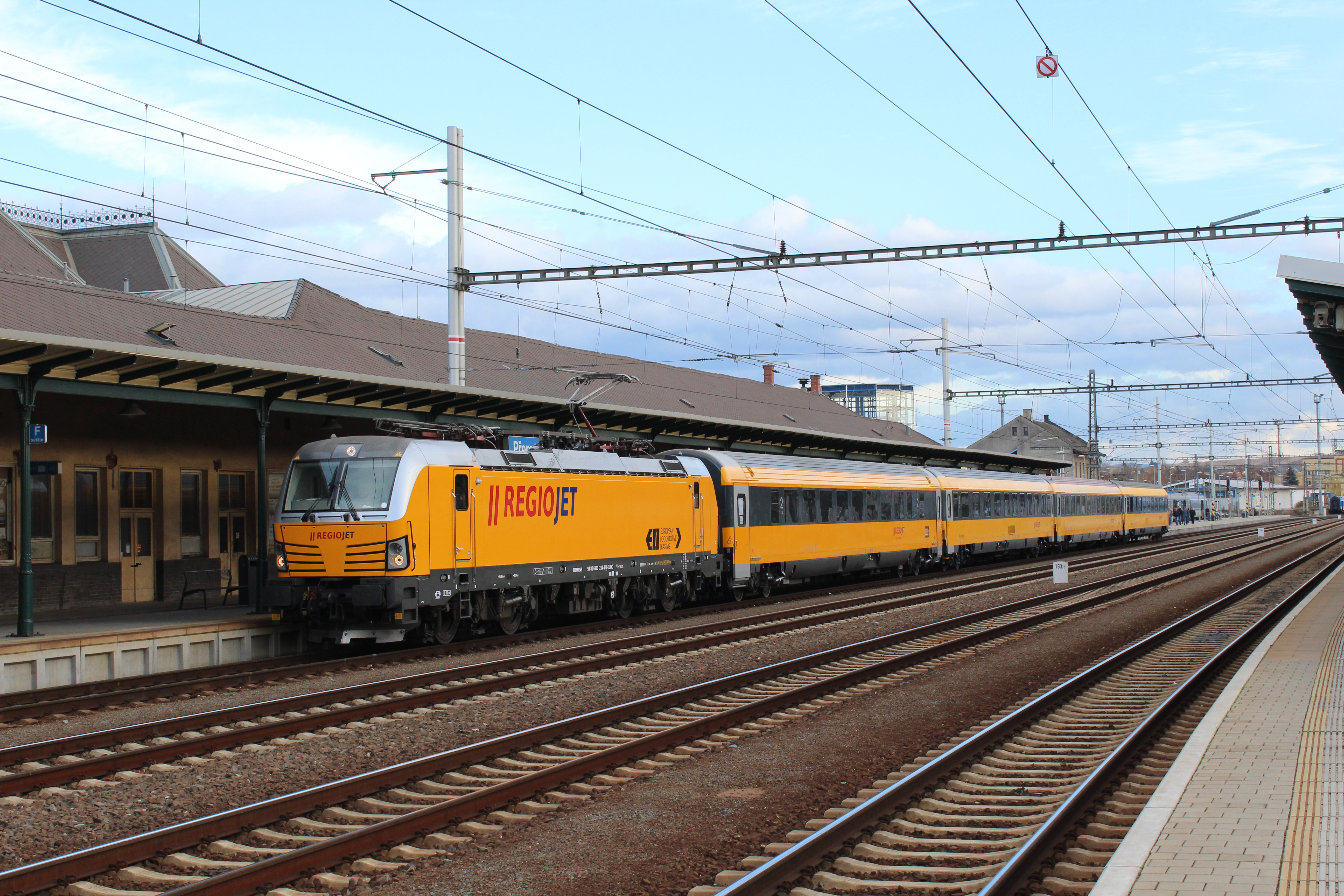
Đoàn tàu RegioJet dừng tại một nhà ga

Správa železniční dopravní cesty (SŽDC) được giao trách nhiệm quản lý cơ sở hạ tầng đường sắt của cộng hòa Séc. Đến năm 2010, chính quyền của Cộng hòa Séc đã có đề xuất hợp nhất SŽDC với České dráhy (ČD) thành một. Vào năm 2011, RegioJet, một công ty con thuộc Student Agency được thành lập và trở thành công ty dịch vụ đường sắt đầu tiên cạnh tranh trực tiếp với České dráhy (ČD) với dịch vụ đường sắt giữa Praha với Havířov. Ngoài ra còn có một số dịch vụ đường sắt tư nhân khác chỉ chạy trên một vài tuyến nhất định. Hiện nay, cộng hòa Séc là thành viên của Liên minh Đường sắt Quốc tế, mã quốc gia là 54.

## Bản đồ

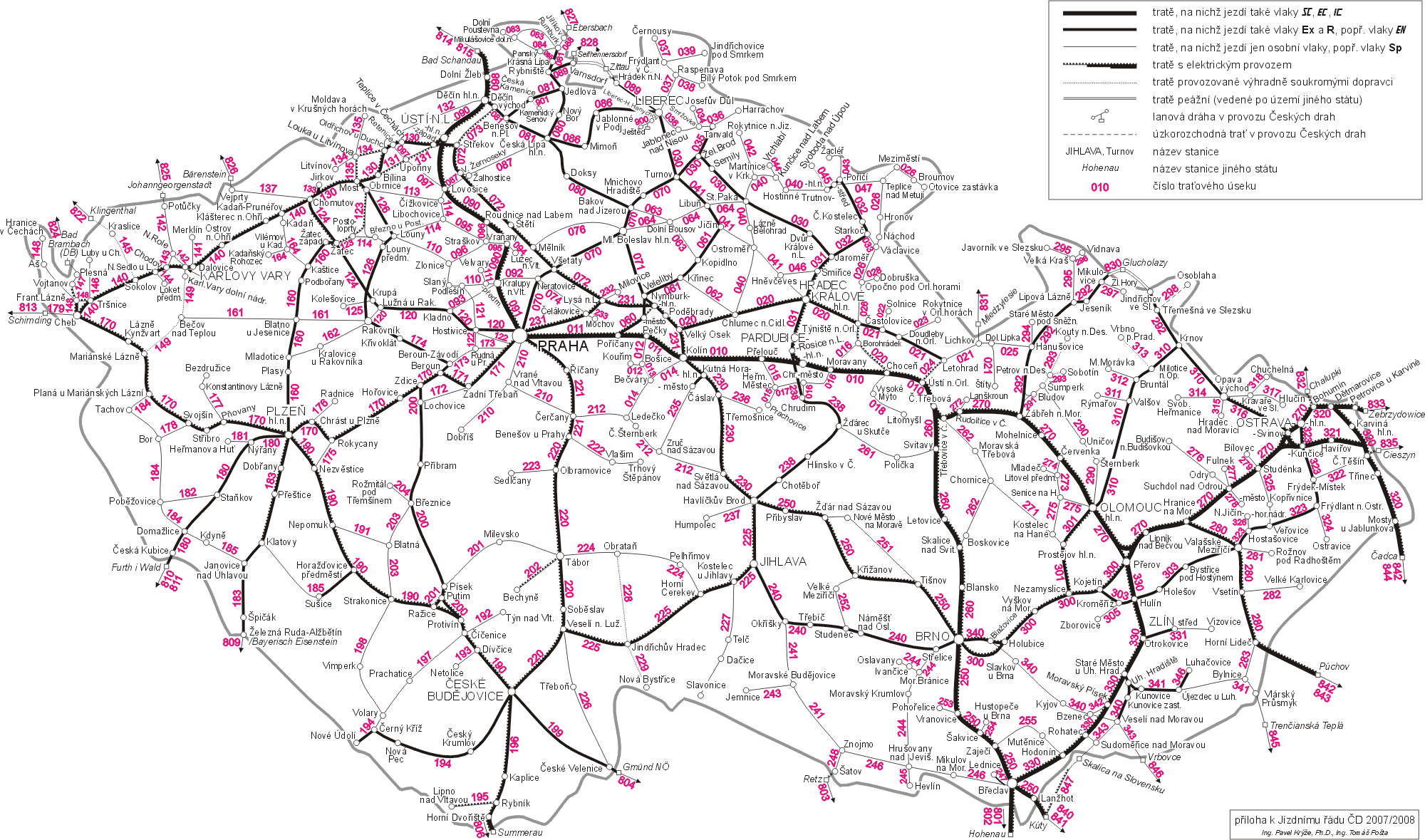
Bản đồ đường sắt ở Cộng hòa Séc

## Hình ảnh một số loại đầu máy trên đường sắt của Cộng hòa Séc

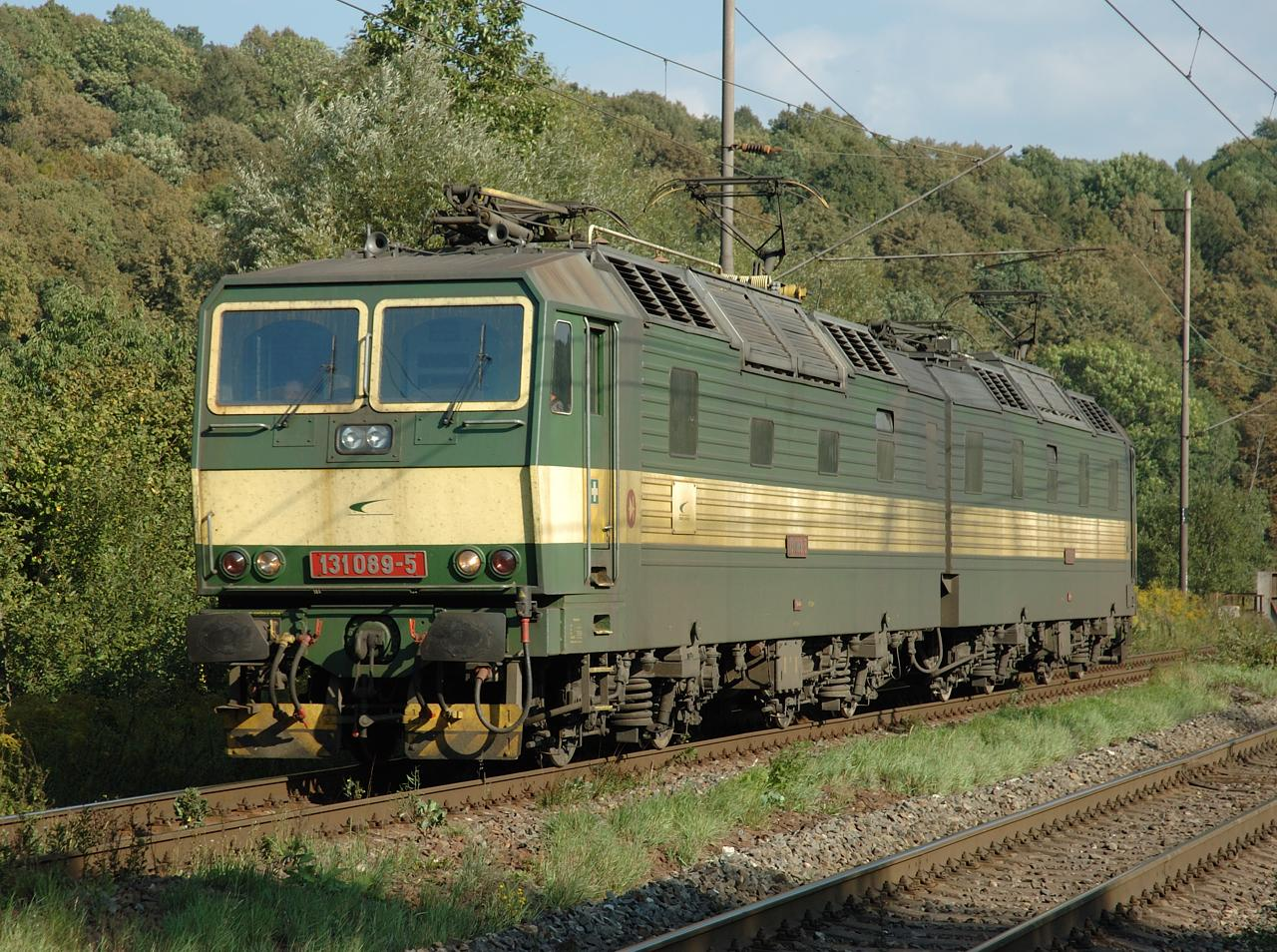
ČSD Class E 479.1 (Class 131)
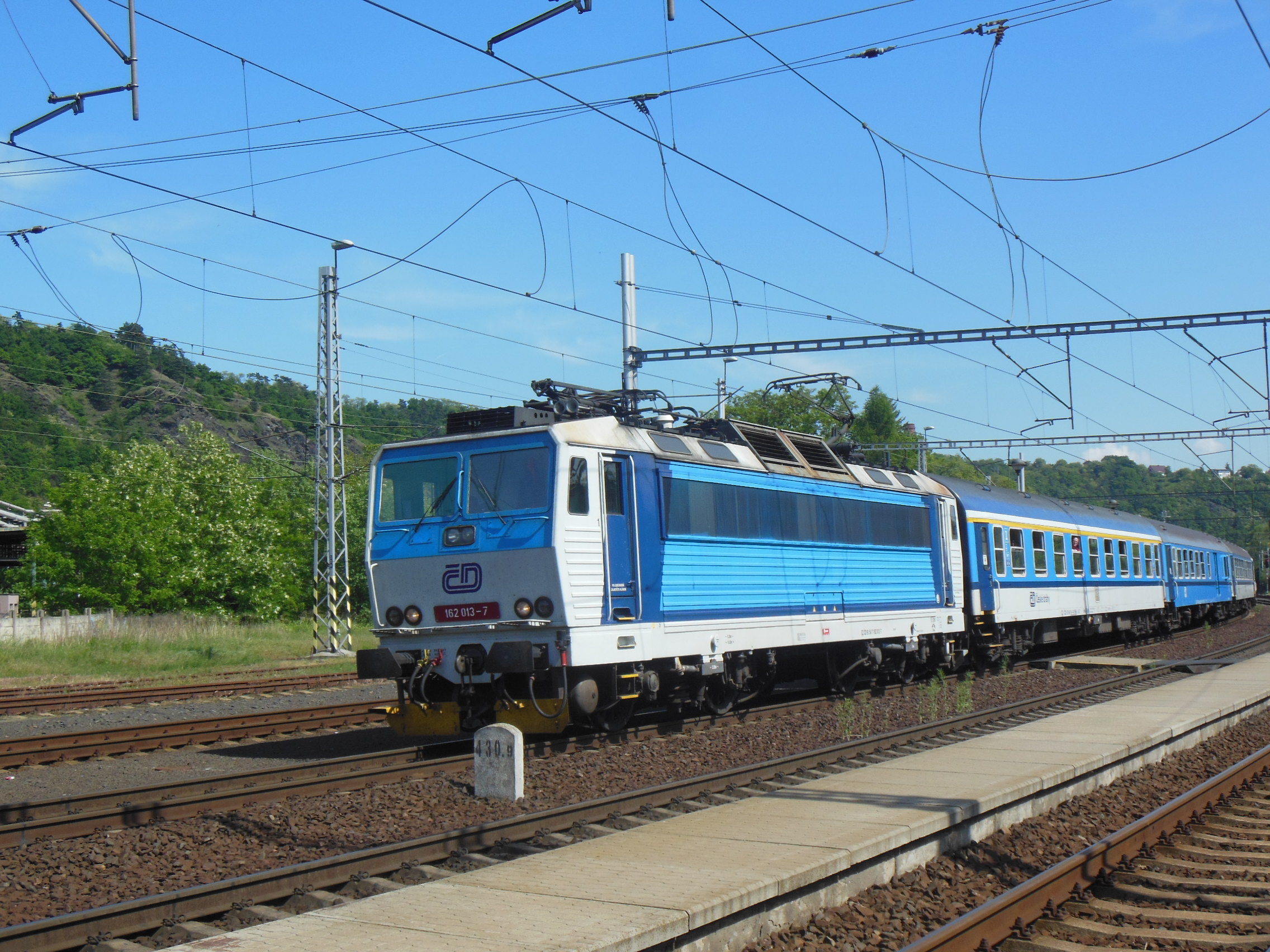
ČSD Class E 499.3 (Class 162)
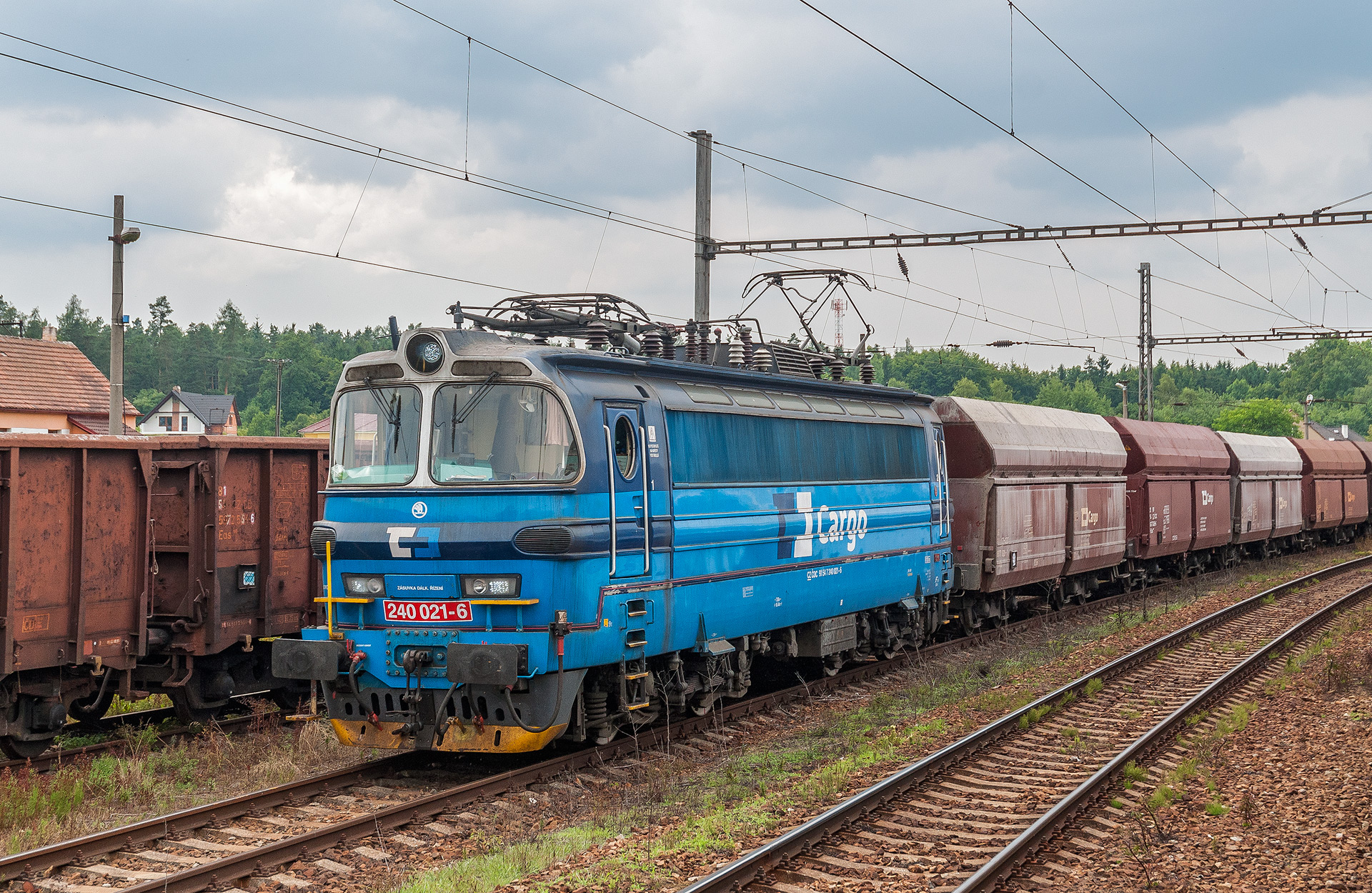
ČSD Class S 499.0 (Class 240)
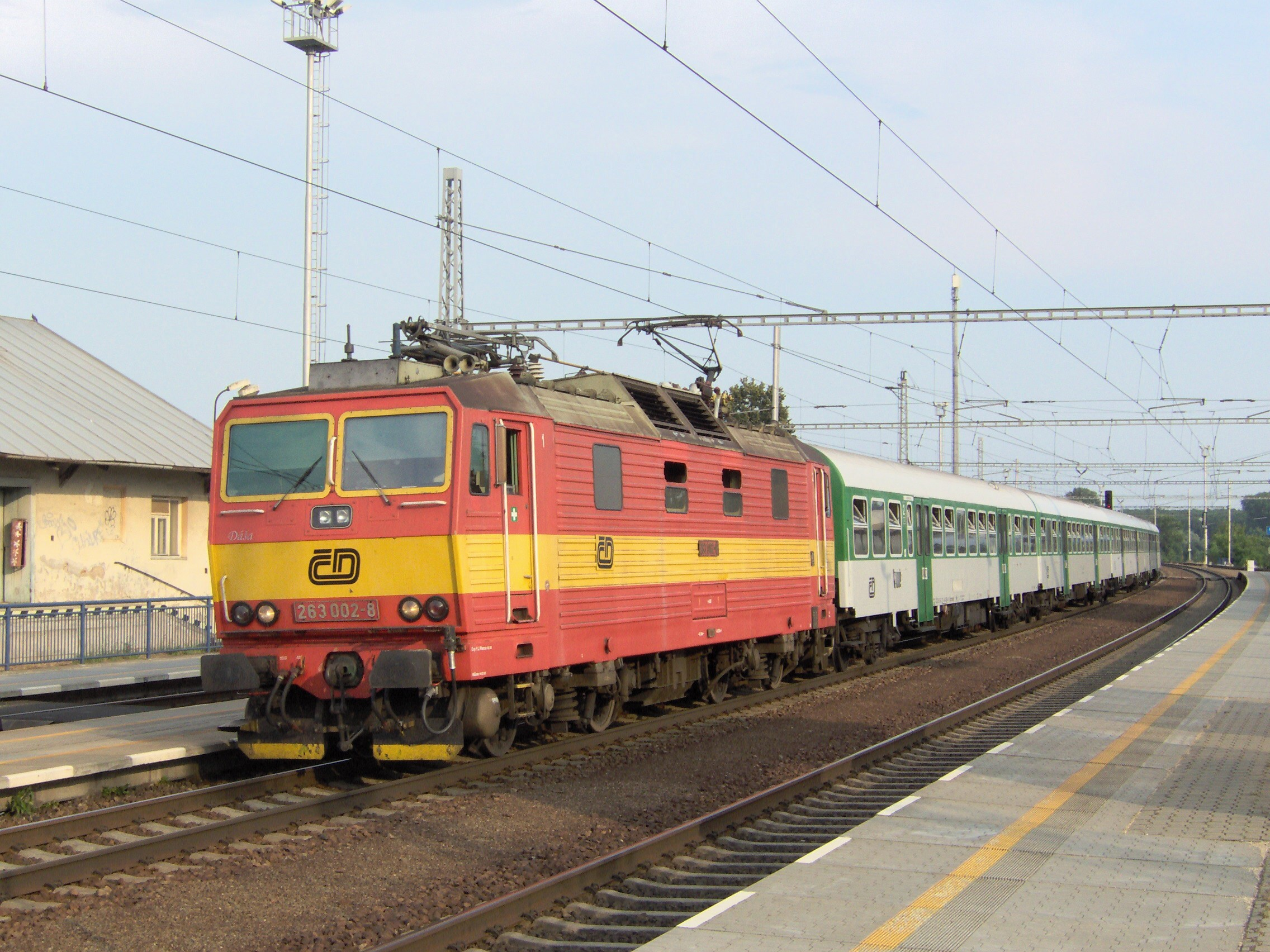
ČSD Class S 499.2 (Class 263)
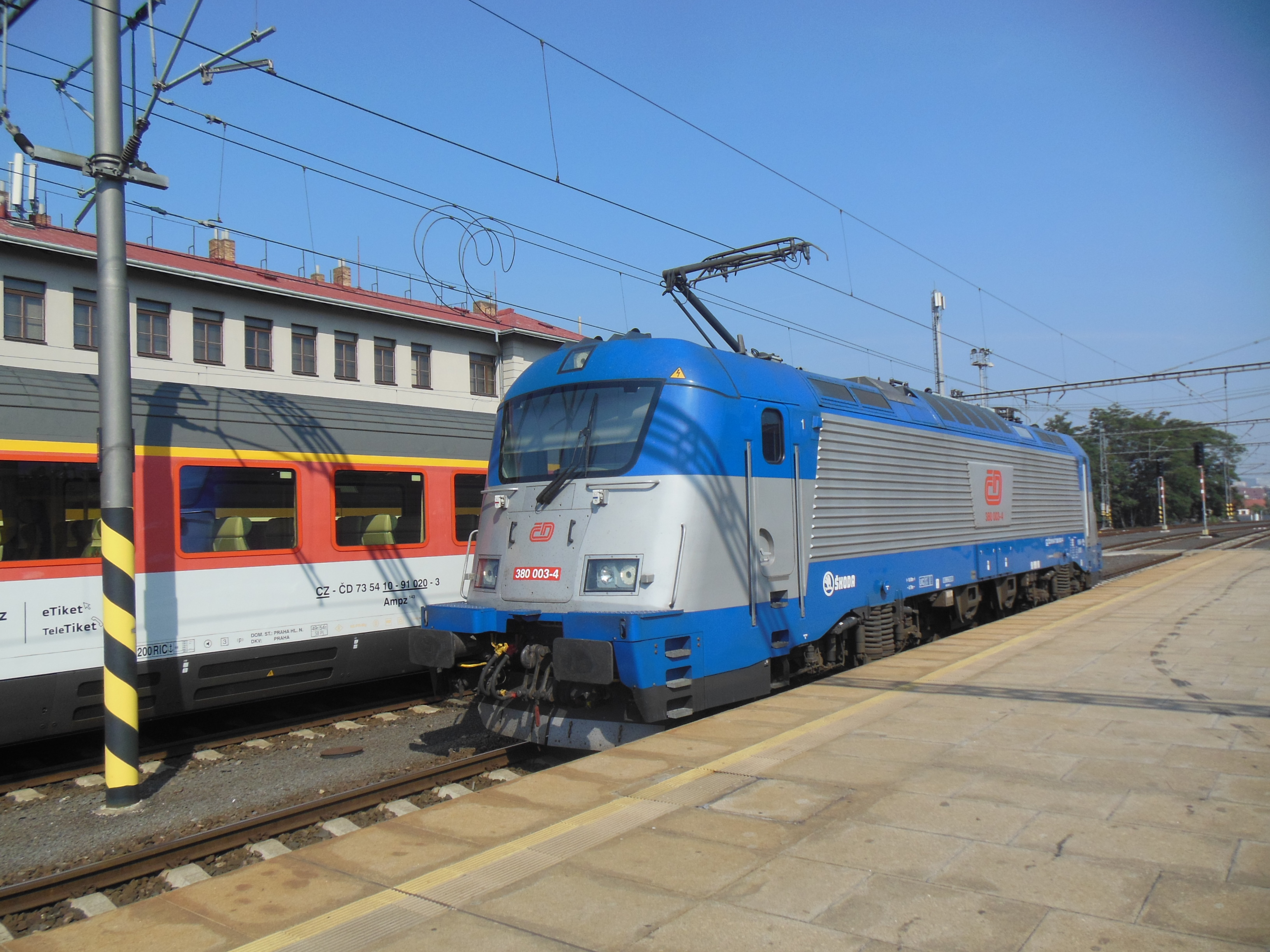
ČD Class 380
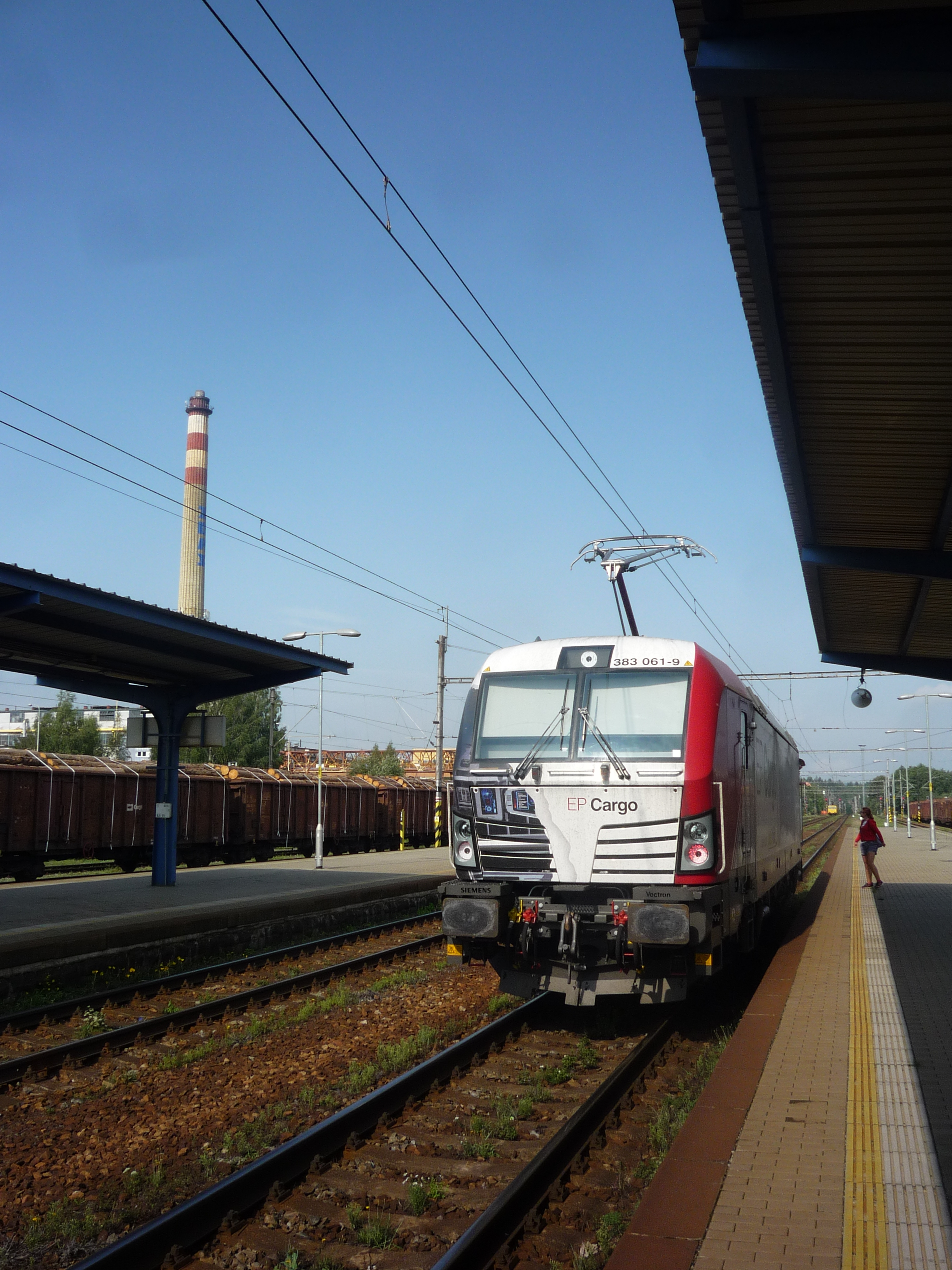
ČDC Class 383 (Siemens Vectron)
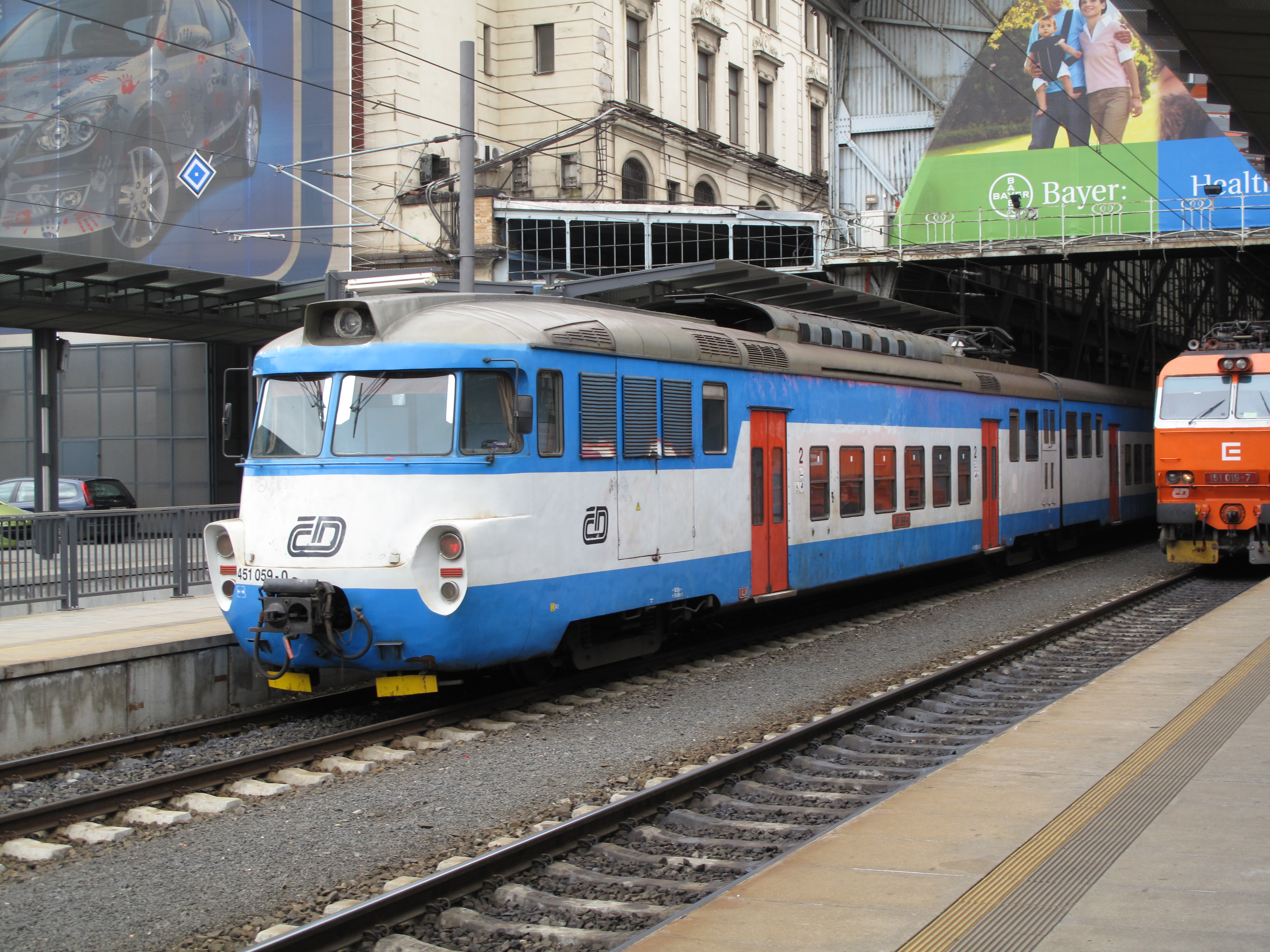
ČSD Class EM 475.1 (Class 451)
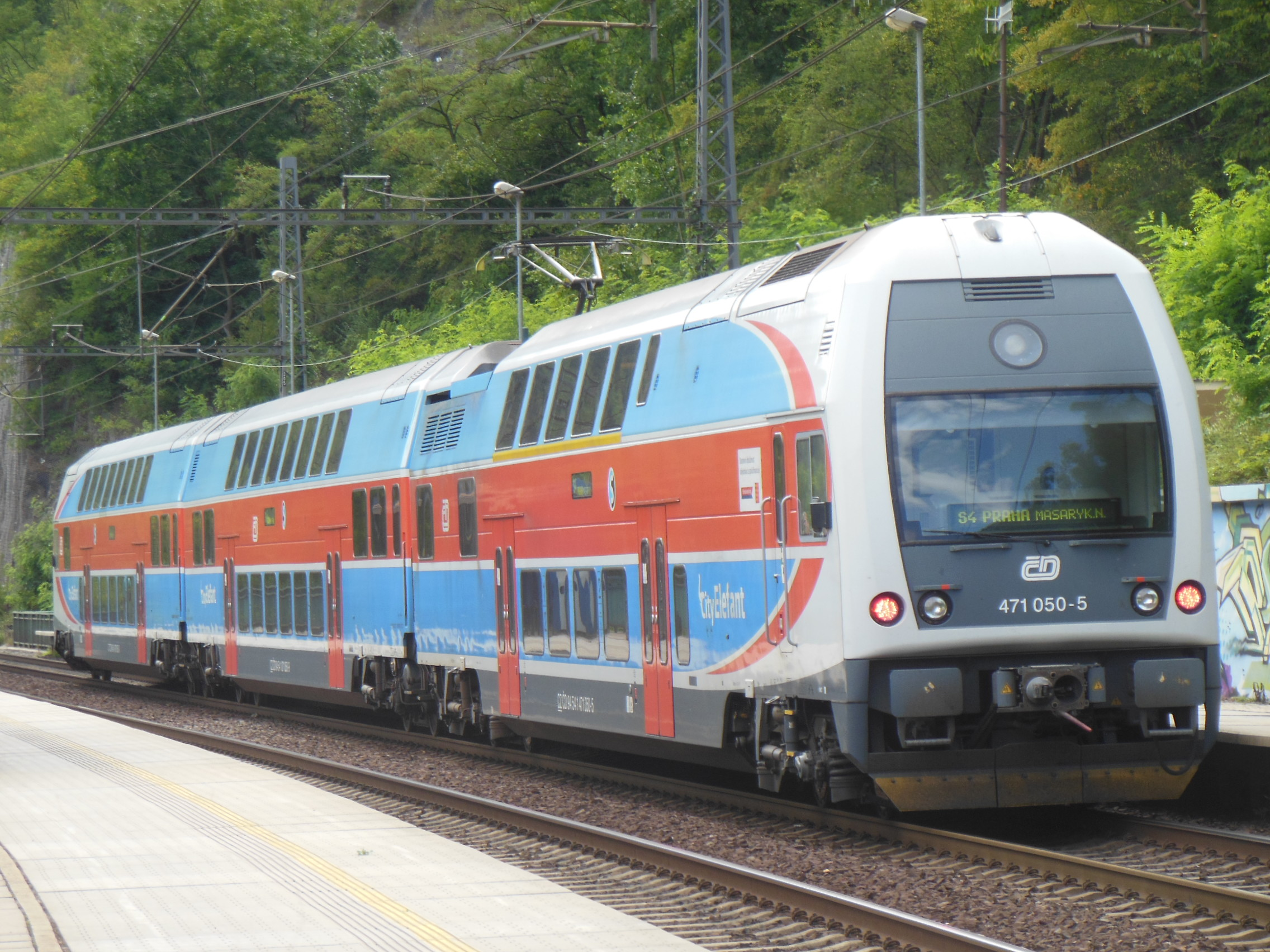
ČD Class 471
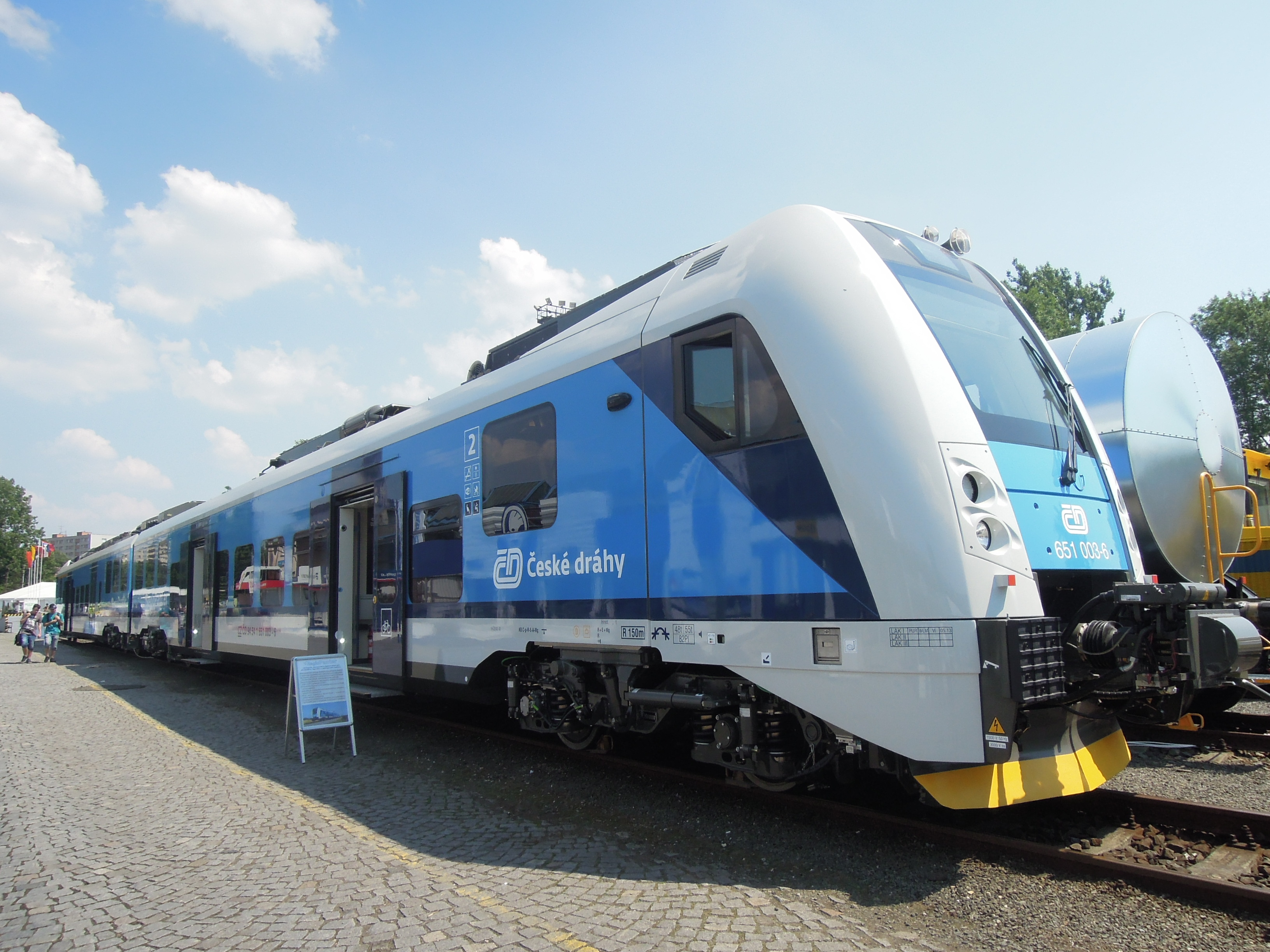
ČD Class 650 (Škoda 7Ev)
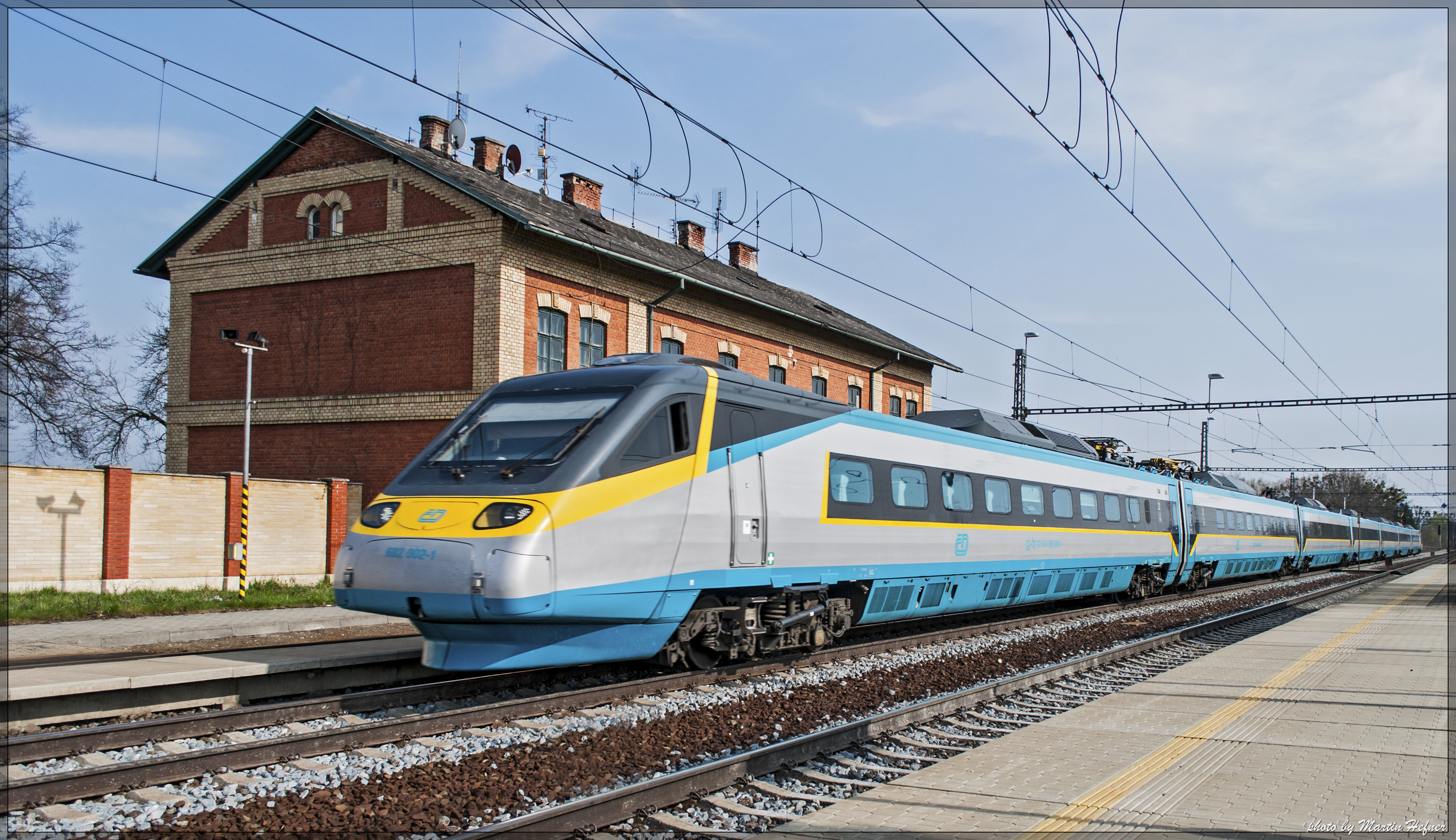
ČD Class 680
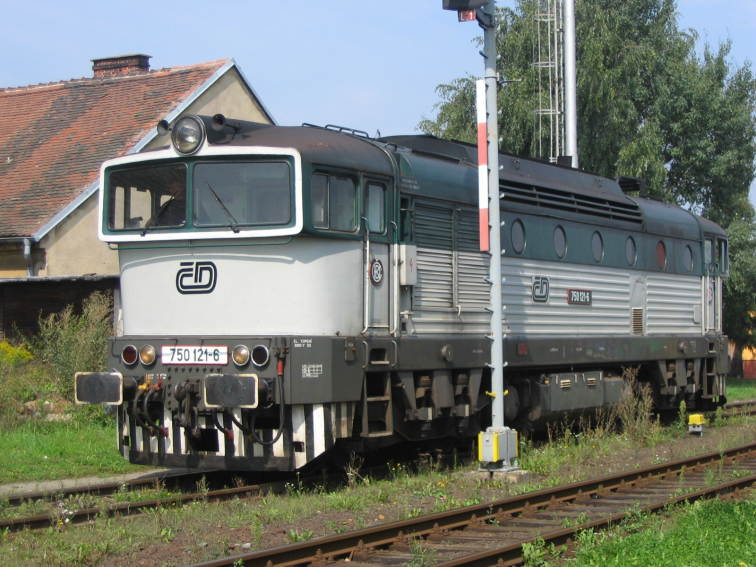
ČSD Class T 478.3
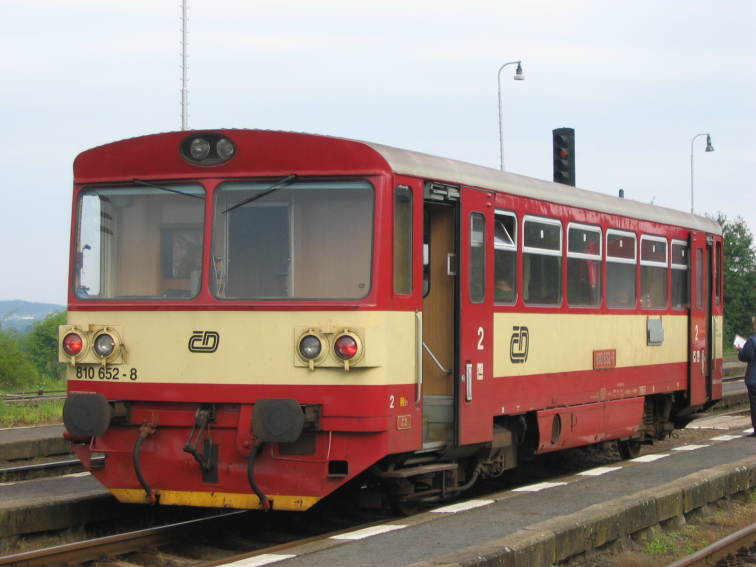
ČSD Class M 152.0 (Class 810)
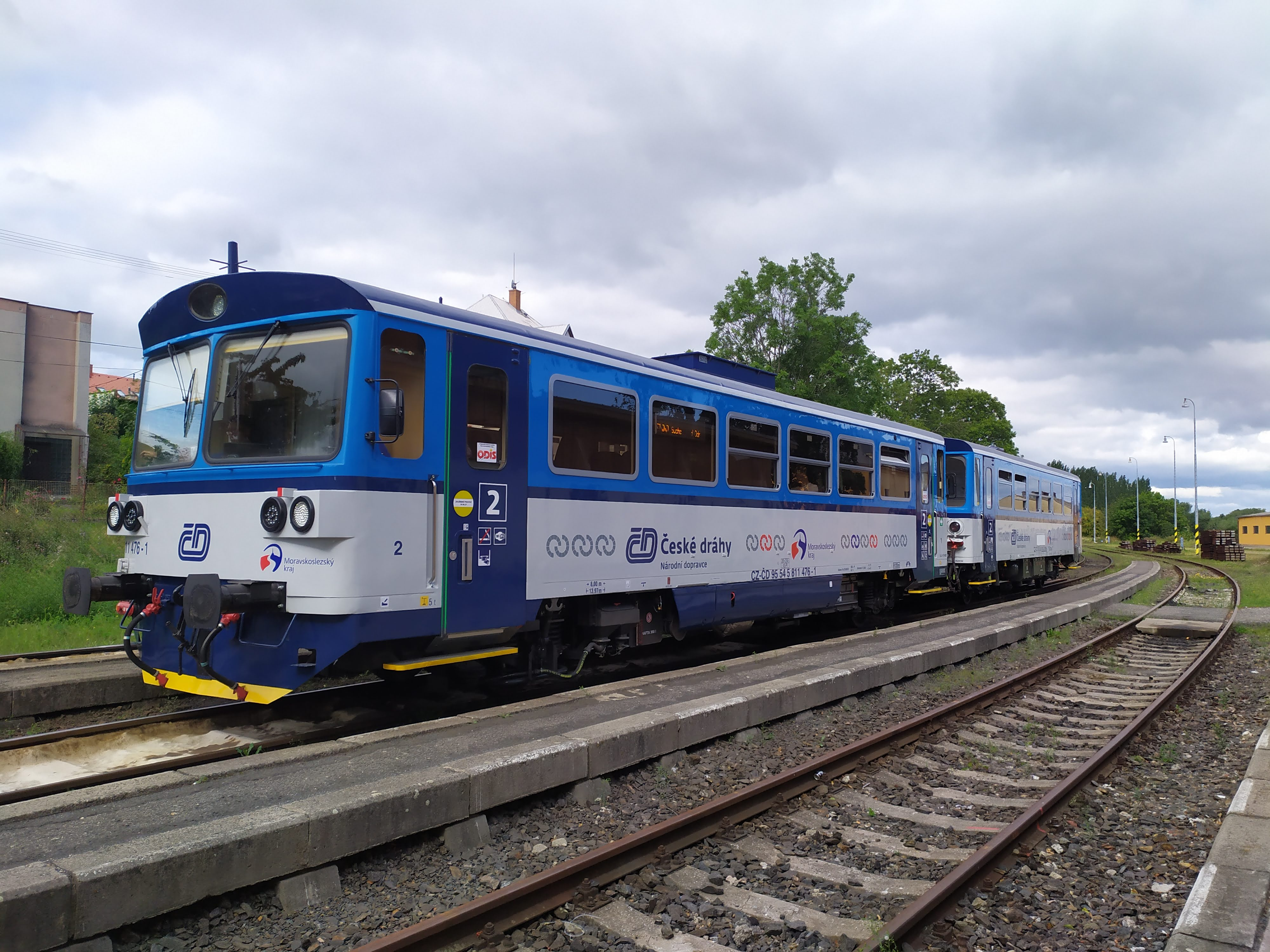
ČD Class 811 (phiên bản năm 2020)
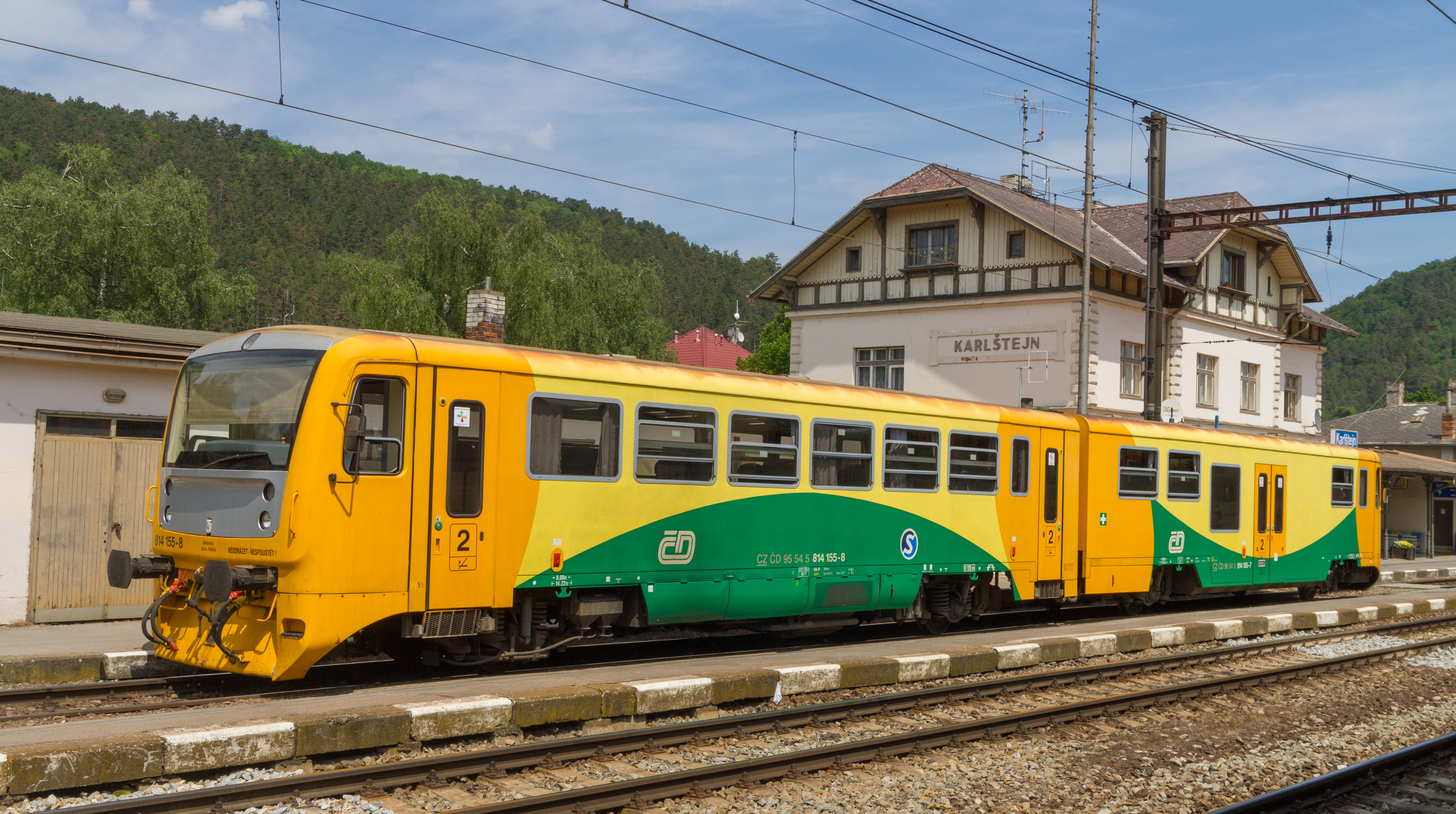
ČD Class 814
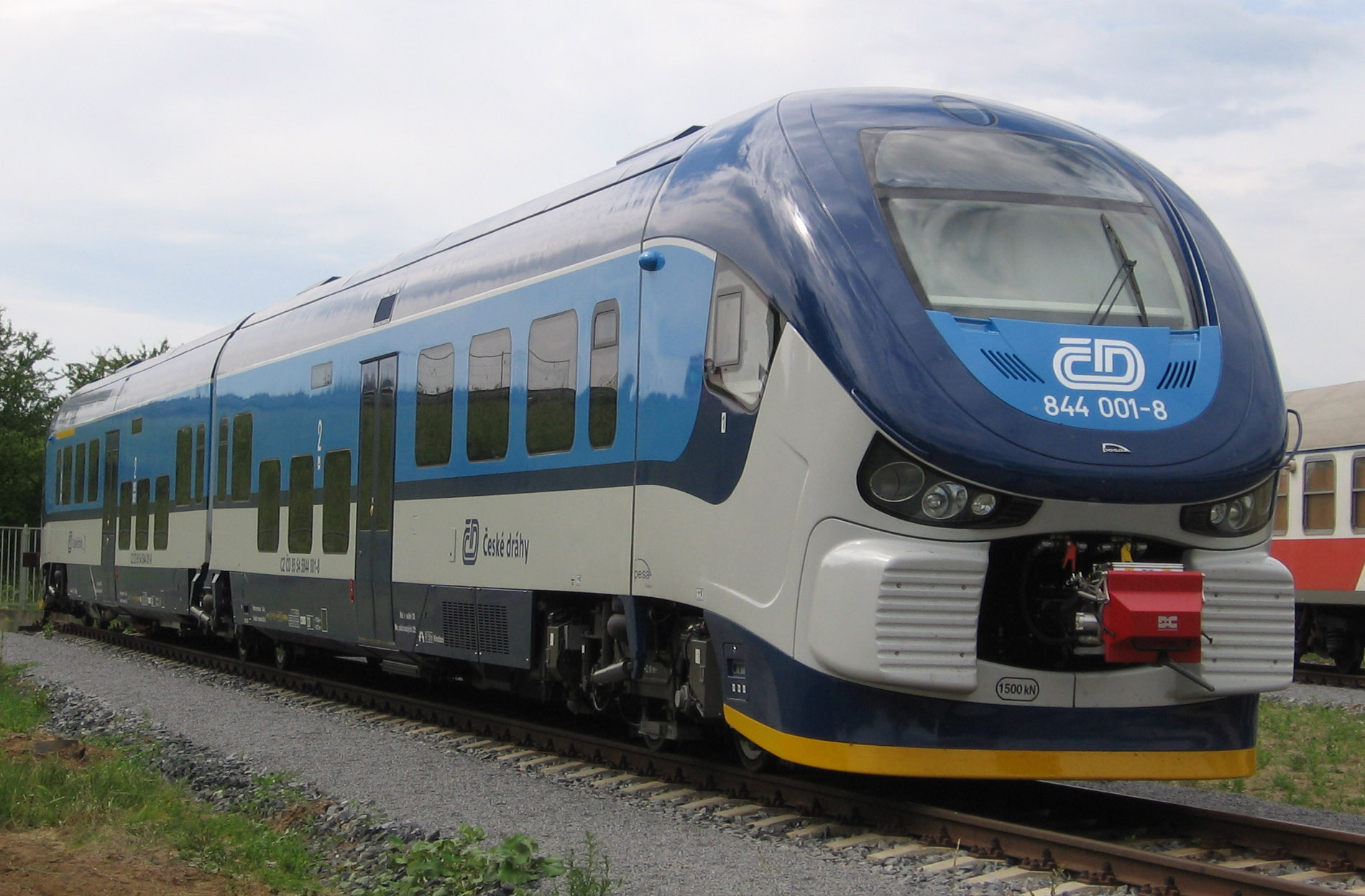
ČD Class 844 (Pesa Link)